# Mercedes-Benz O322
Mercedes-Benz O322 — шеститонный автобус от компании Daimler-Benz.

## История
Производство автобуса Mercedes-Benz O322 стартовало в 1959 году. Вместимость автобуса составляла менее 100 пассажиров. За основу был взят автобус Mercedes-Benz O317, от которого Mercedes-Benz O322 отличается окнами и колёсными арками. В случае, если двери открыты, ход блокируется. Поскольку автобус позиционируется как туристический, то имеет две двери.
В 1962 году модель O322 прошла фейслифтинг. Двигатель OM321 был вытеснен двигателем OM322. Производство завершилось в 1964 году.

## Галерея
- Музейный экспонат в Штутгарте (вид спереди)
- Музейный экспонат в Штутгарте (вид сзади)